# Prospero Fontana
Prospero Fontana (1512–1597) byl italský malíř pozdní renesance.

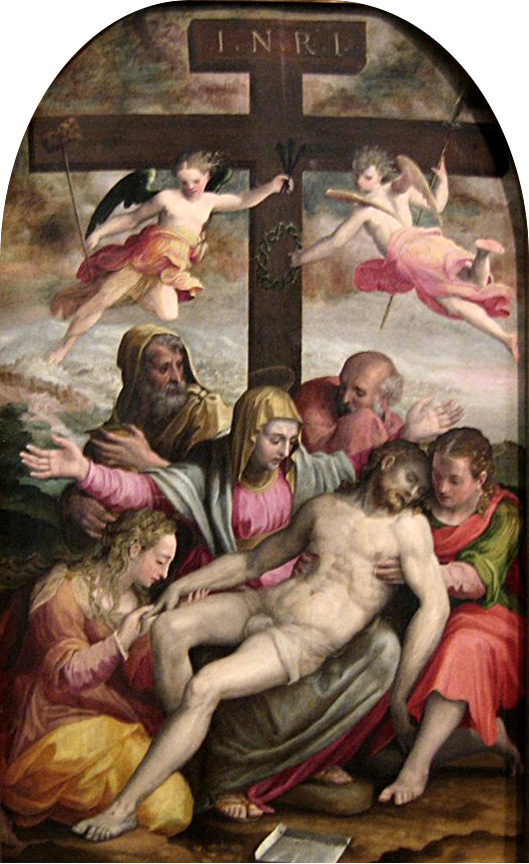
Dílo Prospero Fontany „Depozice" (olejomalba)

## Život a dílo
Prospero Fontana se narodil v Bologni a stal se žákem Innocenza da Imola. Poté pracoval pro Perina del Vaga v Palazzo Doria v Janově. Uvádí se, že kolem roku 1550 ho Michelangelo představil papeži Juliovi III. jako portrétistu. Později působil ve studiu Vasariho ve Florencii a pracoval na freskách v paláci Vecchio (1563-65). Fontana byl představitelem bolognské školy malířství. Sabbatini, Samacchini a Passerotti byli tři jeho nejznámější žáci či kolegové. Jeho dcera Lavinia Fontana byla také významnou malířkou. Fontana nějaký čas pracoval ve Fontainebleau a v Janově. Po návratu do Bologne si otevřel uměleckou školu, byl předchůdcem Lodovica a Agostina Carracciho. V Bologni zanechal velké množství práce. Jeho oltářní obraz Klanění tří králů v kostele Santa Maria delle Grazie v italské Faenze je považován za jeho mistrovské dílo. Zemřel v Římě v roce 1597.